# Robert van Ackeren
Robert van Ackeren (* 22. Dezember 1946 in Berlin) ist ein deutscher Filmregisseur, Kameramann, Drehbuchautor und Filmproduzent.

## Leben und Karriere
Der Sohn von Max und Hildegard van Ackeren erhielt mit elf Jahren von seiner Mutter eine 8-mm-Kamera geschenkt und begann zu filmen. Eine Serie von Familienporträts führte zu Spannungen mit der Verwandtschaft und zur Enterbung. Von seiner Mutter unterstützt, war er von 1962 bis 1964 Mitarbeiter des Literarischen Kolloquiums Berlin und studierte anschließend 1964 bis 1966 an der Abteilung Film und Fernsehen der Fachschule für Optik und Fototechnik Berlin. Zum Kameramann ausgebildet, begann van Ackeren 1964 eigene Filme zu drehen und arbeitete mit Regisseuren wie Roland Klick, Klaus Lemke, Werner Schroeter und Rosa von Praunheim zusammen.
1970 gründete er mit Manfred M. Schwarz die Firma Cine Circus, 1972 die Robert van Ackeren Filmproduktion. Seine späteren Filme, bei denen er selbst Regie führte, sind zumeist ironische Sittenbilder der gehobenen Gesellschaft und zeichnen sich durch eine glatte, stilisierte Bildsprache aus. Meist rückte er in zugespitzter Weise das Verhältnis zwischen Mann und Frau in den Vordergrund. Sein wohl größter Erfolg war der zwischen Liebesdrama und Liebeskomödie angesiedelte Film Die flambierte Frau (1983) mit Gudrun Landgrebe und Mathieu Carrière in den Hauptrollen.
1979 erhielt er einen Ruf als Professor für Film an die Kölner Werkschulen und wechselte nach deren Schließung an die damals neu gegründete Kunsthochschule für Medien (KHM).
1995 schildert van Ackeren in einer Anthologie seine Erinnerungen an Kindheit und Jugend.
2003 war Robert van Ackeren eines der Gründungsmitglieder der Deutschen Filmakademie.

## Filmografie (Auswahl)
D=Drehbuch, R=Regie, K=Kamera, P=Produktion
- 1966: Der magische Moment (Experimentalfilm) – D, R, P
- 1966: Jimmy Orpheus (Mittellanger Spielfilm) – K
- 1967: Tamara – K
- 1968: Die endlose Reise (Experimentalfilm) – D, R, P
- 1968: Bübchen / Der kleine Vampir – K
- 1969: Brandstifter – K
- 1969: Der Kerl liebt mich - und das soll ich glauben? – K
- 1969: Eika Katappa – K
- 1969: Nicaragua – K
- 1970: Drücker – K
- 1970: Deadlock – K
- 1970: Blondie’s Number One – D, R, K
- 1970: Nicht der Homosexuelle ist pervers, sondern die Situation, in der er lebt – K
- 1971: Salome (TV-Spielfilm) – K
- 1971: Küß mich, Fremder – D, R, K
- 1972: Harlis (alternativ: Eine Handvoll Zärtlichkeit) – D, R, P
- 1975: Der letzte Schrei – D, R, P
- 1977: Belcanto oder Darf eine Nutte schluchzen? – D, R, P
- 1978: Das andere Lächeln (TV-Spielfilm) – D, R
- 1980: Die Reinheit des Herzens – D, R
- 1980: Deutschland privat – Eine Anthologie des Volksfilms – D, R, P
- 1982: Querelle – nur Schauspiel
- 1983: Die flambierte Frau – D, R, P
- 1988: Die Venusfalle – D, R, P
- 1992: Die Wahre Geschichte von Männern und Frauen – D, R, P
- 2007: Deutschland privat – Im Land der bunten Träume – D, R, P (auch Schnitt)

## Auszeichnungen
- 1973: Ernst-Lubitsch-Preis für Harlis
- 1973: Bundesfilmpreis: Filmband in Silber für Harlis
- 1981: Nominierung für den Max-Ophüls-Preis für Die Reinheit des Herzens